# An evening with friends
An evening with friends is een livealbum van Ron Boots. Het album verscheen ter gelegenheid van een concert dat Boots gaf in het Zeiss Planetarium Bochum in december 2017 en was aldaar te koop. Het album bevat opnamen van de muzikale vrienden Ron Boots, Frank Dorittke, Harold van der Heijden en Steven Whitlan. Met die laatste had hij ook al het album Seven days opgenomen. Met Dorittke speelde hij in Morpheusz en Boots en Van der Heijden kenden elkaar al jaren. Opnamen vonden plaats in Hamm (Modul303, Winnies Garten Schwingungen Party, juni 2017) en Lea Hall in Rugeley (11 november 2017). Dat laatste concert vond plaats in het kader van Awakenings, concerten met elektronische muziek

## Muziek
| Nr. | Titel                                                                  | Duur  |
| --- | ---------------------------------------------------------------------- | ----- |
| 1.  | A warm place (Hamm: Dorittke, Van der Heijden, Boots)                  | 11:25 |
| 2.  | Not yet there (Hamm: Dorittke, Van der Heijden, Boots)                 | 19:46 |
| 3.  | Lea Hall brawl (Lea Hall: Dorittke, Van der Heijden, Boots, Whitlan)   | 7:54  |
| 4.  | After 8 hours (Lea Hall: Dorittke, Van der Heijden, Boots, Whitlan)    | 14:17 |
| 5.  | Acoustic shadows (Lea Hall: Dorittke, Van der Heijden, Boots, Whitlan) | 7:48  |
| 6.  | Franky's Floyd (Lea Hall: Dorittke, Van der Heijden, Boots, Whitlan)   | 9:43  |

Franky's Floyd is een hommage van Dorittke aan Pink Floyd uit het David Gilmour-tijdperk, met elektrische gitaar over lange drones op synthesizers.